# Gamla Stortorget

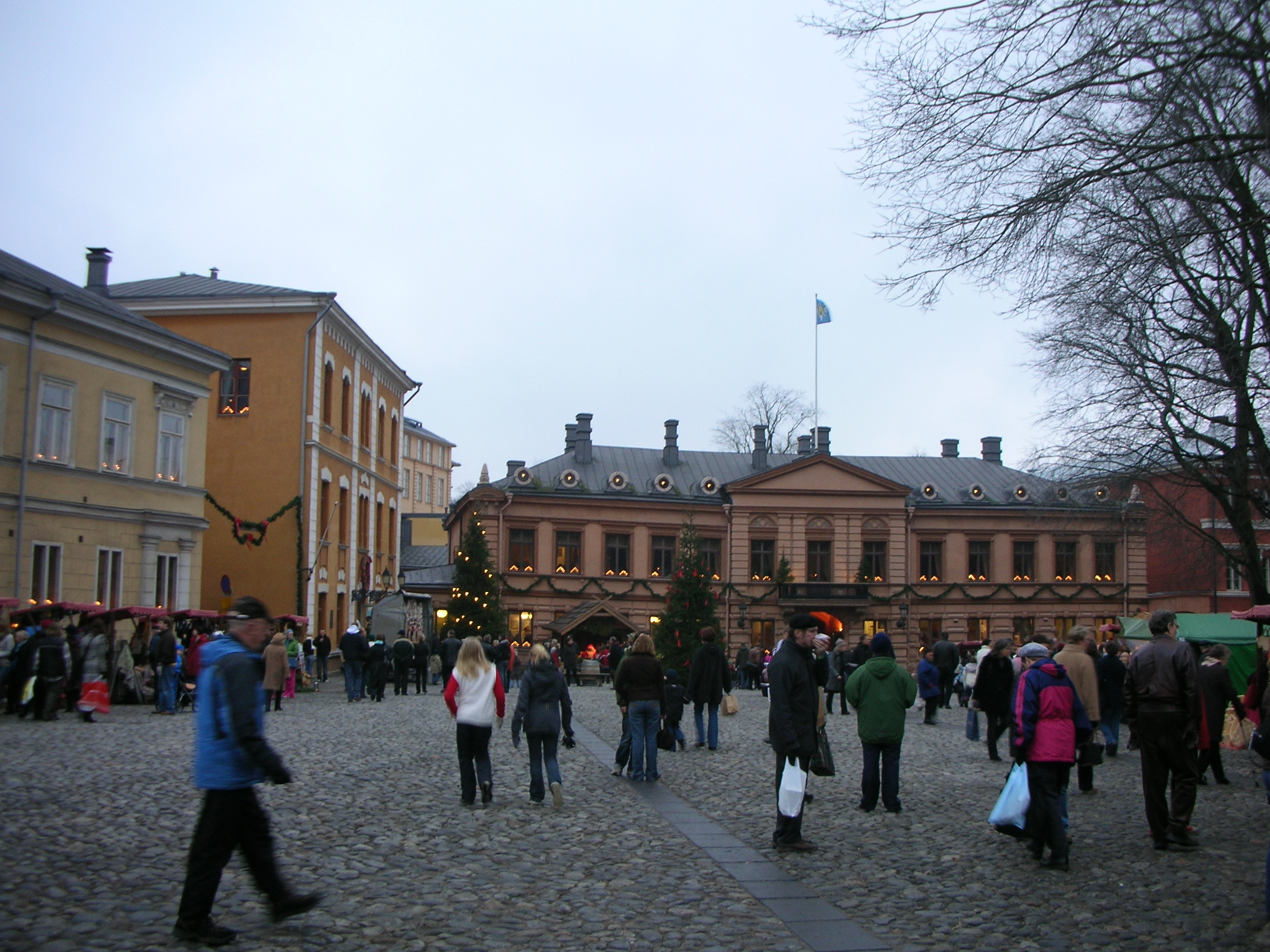
Gamla Stortorget i Åbo. Från vänster: Hjeltska huset, Gamla rådhuset, Rettigska fabriken, Brinkala och Katedralskolan.

Gamla Stortorget är ett torg i centrala Åbo, nära Åbo domkyrka, med anor från medeltiden. 
I dessa kvarter fanns stadens administrativa centrum från 1200-talet till 1800-talets första decennier, och tidigare också det kommersiella centrumet. Här möttes vattenleden Aura å, Oxvägen till Tavastland och Kungsvägen till Viborg.
Vid torget finns många historiskt viktiga byggnader: Gamla Rådhuset, Hjeltska huset, Brinkala, och Juseliuska huset. Åbo Kulturcentrum fanns inrymt i dessa hus. Även det svenskspråkiga gymnasiet Katedralskolan ligger vid torget.
Åbo Medeltidsdagar ordnas årligen med torget och Porthansskären invid som medelpunkt. Marknad med främst hantverksprodukter hålls i samband med medeltidsdagarna, på Åbodagen och under veckoslut i advent.
Julfred utlyses årligen från Brinkalahusets balkong klockan 12 på julafton.